# Hans Lohbeck
Hans Lohbeck (* 15. September 1909 in Duisburg; † 21. Februar 1974 in Trier) war ein deutscher Maler, Glas- und Mosaikkünstler.

## Leben
Hans Lohbeck besuchte nach einer Ausbildung in einer Duisburger Glasmalerwerkstatt 1931 die Werkkunstschule Köln. Zur weiteren künstlerischen Ausbildung ging er an die Kunstakademie Düsseldorf, wo er von 1933 bis 1937 als Meisterschüler eingeschrieben war. Als Assistent von Werner Peiner wirkte er dann an der von Peiner gegründeten Hermann-Göring-Meisterschule für Malerei in Kronenburg, einer stark vom Nationalsozialismus geprägten Ausbildungsstätte für bildende Kunst. 1939 erhielt Lohbeck neben den Mitschülern Heinz Hindorf und Willi Wewer verschiedene Aufträge zur Ausgestaltung der Wewelsburg, welche Peiner mit dem Reichsführer SS Heinrich Himmler abgestimmt hatte. Lohbeck sollte hierbei ein „Triptychon der SS“ und einen Teppich mit einer Frauendarstellung entwerfen. Entsprechende Entwurfszeichnungen, die Lohbeck in Gouache angefertigt hatte, befinden sich heute im Historischen Museum des Hochstifts Paderborn.

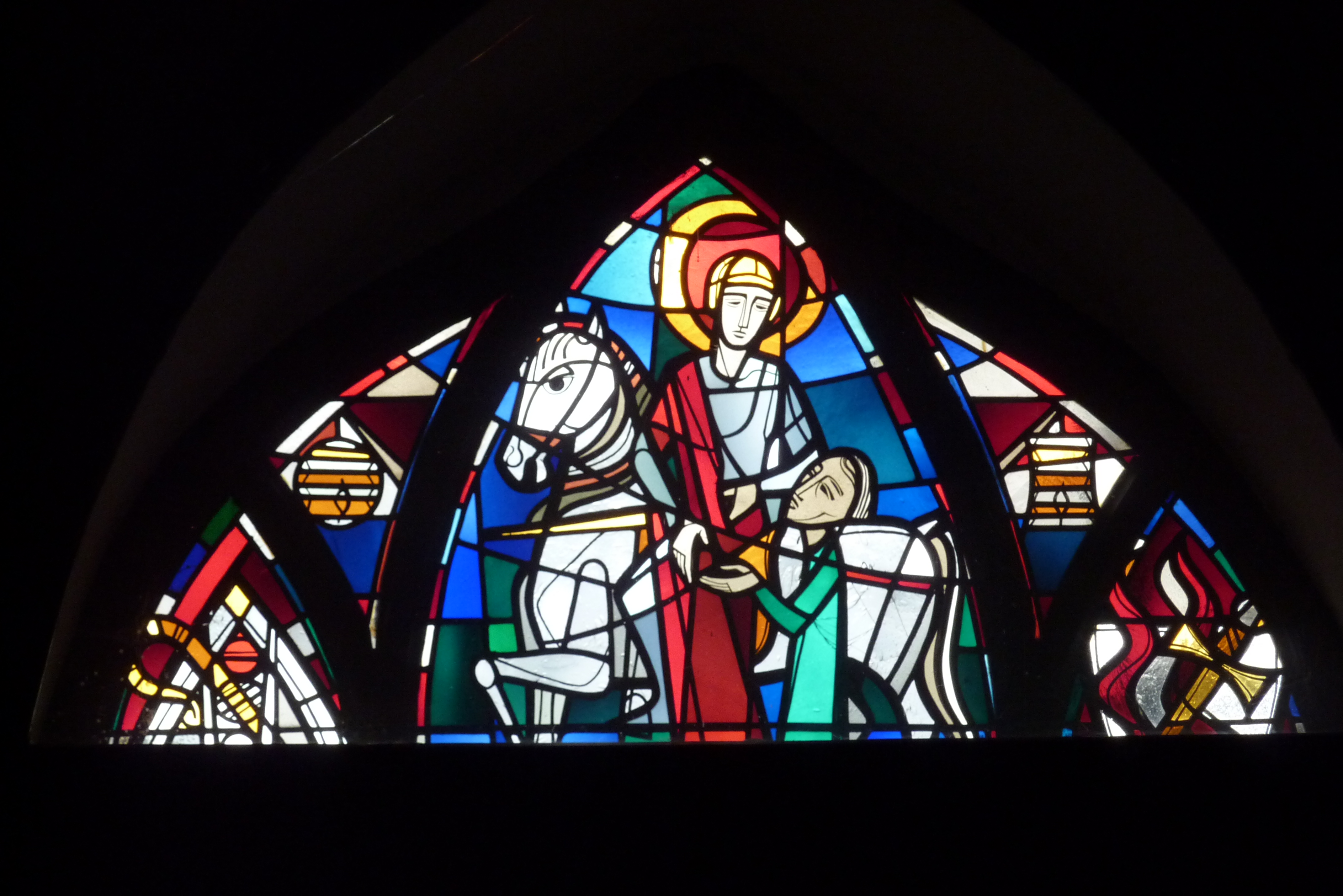
St. Martin von Tours teilt seinen Mantel mit dem Bettler, Bleiglasfenster über dem Portal (Oberlicht) in der katholischen Pfarrkirche St. Martin in Drove, 1964

1941 wurde Lohbeck zum Kriegsdienst eingezogen. Im Verlauf des Zweiten Weltkriegs geriet er in sowjetische Kriegsgefangenschaft. Trotz schwieriger Verhältnisse gelang es ihm, im Gefangenenlager mit einfachsten Mitteln noch künstlerisch tätig zu sein. Es entstanden russische Landschaftsskizzen, Innenansichten der Baracken, Porträts der Mitgefangenen und der russischen Bevölkerung. Unter Mitnahme der Zeichnungen floh er 1949 nach Deutschland. 
Dort ließ er sich in Trier nieder und schuf als freischaffender Künstler vor allem Glasmalerei. Zunächst mit Aufträgen aus dem Aachener und Krefelder Raum befasst, betätigte er sich immer mehr im Bereich seiner Wahlheimat. Sein Ruf als Glas- und Mosaikkünstler trug ihm Aufträge für Profanbauten und Kirchen ein, besonders aus der Südeifel, dem Moseltal und dem Saarland, beispielsweise in Trier-Biewer, Aach, Helenenberg, Enkirch und Traben-Trarbach. 1954 gestaltete er die Glas- und Betonfenster für eine Kirche in Norfolk, Nebraska. Anschließend gestaltete er Glasfenster für eine Reihe weiterer Kirchen in den Vereinigten Staaten. 1958 entwarf er Glasfenster für ein Gebäude in Valparaiso. Neben dieser Arbeit schuf er weiterhin Porträts.